# 钝齿仿五角蟹
钝齿仿五角蟹（学名：Nursilia dentata）为玉蟹科仿五角蟹属的动物。分布于日本、印度尼西亚、斐济群岛、澳大利亚、泰国、印度、斯里兰卡、马尔代夫群岛、塞舌耳群岛、南非及红海以及中国大陆的广东等地，生活环境为海水，常见于水深15-80米的沙质底。其生存的海拔范围为-80至-15米。